# 詹姆斯·康诺利 (田径运动员)
詹姆斯·康诺利（英語：James Connolly，1868年10月28日—1957年1月20日），美国男子田径运动员。他曾代表美国参加1896年和1900年夏季奥林匹克运动会田径比赛，获得一枚金牌、二枚银牌和一枚铜牌。他是现代奥林匹克运动会的第一个冠军获得者。